# ۶۷۹ (قمری)
۶۷۹ (قمری)، ششصد و هفتاد و نهمین سال در گاهشماری هجری قمری است. اول محرم این سال برابر با دوم مه سال ۱۲۸۰ میلادی است.